# 골디락스 원리
골디락스 원리 (goldilocks principle)에 따르면 주어진 견본에는 극단에 속한 독립체가 있을 수 있지만 항상 평균에 속하는 독립체가 있다. 즉, 견본은 항상 U자 모양의 분포가 된다. 원리의 효과가 관찰되면 이를 골디락스 효과라고 한다.

## 같이 보기
- 대역사
- 중용 (철학)